# Pacífico Gonçalves da Silva Mascarenhas
Pacífico Gonçalves da Silva Mascarenhas (Curvelo, 7 de janeiro de 1843 — Belo Horizonte, 2 de janeiro de 1931) foi um político brasileiro. Exerceu o mandato de deputado federal constituinte por Minas Gerais em 1891.